# FA Charity Shield 1974
Lo FA Charity Shield 1974, noto in italiano anche come Supercoppa d'Inghilterra 1974, è stata la 52ª edizione della Supercoppa d'Inghilterra.
Si è svolto il 10 agosto 1974 al Wembley Stadium di Londra, scelto da quell'anno come sede fissa della manifestazione, tra il Leeds Utd, vincitore della First Division 1973-1974, e il Liverpool, vincitore della FA Cup 1973-1974.
A conquistare il titolo è stato il Liverpool che ha vinto per 6-5 ai rigori dopo l'1-1 dei tempi regolamentari. È stata la prima edizione decisa ai rigori: in precedenza (e anche nelle edizioni successive fino al 1993), infatti, in caso di pareggio nei tempi regolamentari, il trofeo veniva condiviso tra le due squadre.

## Partecipanti
| Squadre   | Qualificazione                           | Partecipazioni precedenti (il grassetto indica la vittoria) |
| --------- | ---------------------------------------- | ----------------------------------------------------------- |
| Leeds Utd | Vincitore della First Division 1973-1974 | 1 (1969)                                                    |
| Liverpool | Vincitore della FA Cup 1973-1974         | 5 (1922, 1964,1965,1966, 1971)                              |

## Tabellino
| Arbitro: | Bob Matthewson |

|                                             |                      |                                         |
| Boersma 19’                                 | Marcatori            | 70’ Cherry                              |
| Lindsay Hughes Hall Smith Cormack Callaghan | Tiri di rigore 6 – 5 | Lorimer Giles Gray Hunter Cherry Harvey |

| Liverpool | Leeds Utd |

### Formazioni
| Liverpool:      |    |                 |     |
|                 |    |                 |     |
| P               | 1  | Ray Clemence    |     |
| D               | 2  | Tommy Smith     |     |
| D               | 4  | Phil Thompson   |     |
| D               | 6  | Emlyn Hughes    |     |
| D               | 3  | Alec Lindsay    |     |
| C               | 11 | Ian Callaghan   |     |
| C               | 5  | Peter Cormack   |     |
| C               | 8  | Brian Hall      |     |
| C               | 9  | Steve Heighway  |     |
| A               | 7  | Kevin Keegan    | 60’ |
| A               | 12 | Phil Boersma    |     |
| A disposizione: |    |                 |     |
| P               | 17 | Peter McDonnell |     |
| D               | 13 | Brian Kettle    |     |
| D               | 15 | Max Thompson    |     |
| C               | 14 | John McLaughlin |     |
| C               | 16 | Peter Spiring   |     |
| Allenatore:     |    |                 |     |
| Bob Paisley     |    |                 |     |

| Leeds Utd:    |    |                 |     |          |
|               |    |                 |     |          |
| P             | 1  | David Harvey    |     |          |
| D             | 2  | Paul Reaney     |     |          |
| D             | 5  | Gordon McQueen  |     |          |
| D             | 6  | Norman Hunter   |     |          |
| D             | 3  | Trevor Cherry   |     |          |
| C             | 10 | Johnny Giles    |     |          |
| C             | 4  | Billy Bremner   | 60’ |          |
| C             | 7  | Peter Lorimer   |     |          |
| C             | 11 | Eddie Gray      |     |          |
| A             | 8  | Allan Clarke    |     | Uscita   |
| A             | 9  | Joe Jordan      |     |          |
| Sostituzioni: |    |                 |     |          |
| A             |    | Duncan McKenzie |     | Ingresso |
| Allenatore:   |    |                 |     |          |
| Brian Clough  |    |                 |     |          |